# Macchi M.C.77
Il Macchi MC.77 era un idroricognitore/idrobombardiere a scafo centrale a lungo raggio, monomotore e monoplano ad ala alta, sviluppato dall'azienda aeronautica italiana Aeronautica Macchi negli anni trenta e rimasto allo stadio di prototipo.

## Storia del progetto
Nel 1933 il Ministero dell'aeronautica emise una specifica per la fornitura di un nuovo idrovolante da ricognizione e bombardamento da destinare ai reparti della Regia Aeronautica in sostituzione del Savoia-Marchetti S.78 già in forza dal 1932. Al bando di concorso partecipò la CRDA CANT, divisione aeronautica dei Cantieri Riuniti dell'Adriatico ed in seguito anche l'Aeronautica Macchi.
Il progetto venne affidato all'ingegnere Mario Castoldi che disegnò un idrovolante caratterizzato dalla configurazione a scafo centrale con un solo gradino e galleggianti laterali, monoplano ad ala alta a sbalzo, equipaggiato con un motore in configurazione spingente posizionato sopra lo scafo su un castello tubolare. La struttura era di tipo misto con fusoliera metallica avente il carico bellico stivato all'interno da una parte e dall'altra.
Il progetto fu presentato alla Regia Aeronautica nel 1934, a costruzione del prototipo già cominciata, quando il concorrente CANT Z.501 aveva già volato. Il Genio Aeronautico reputò comunque il progetto interessante, ma notevoli ritardi si accumularono per cui il prototipo fu completato solo nel 1935 e non era ancora a punto per le prove di accettazione che avrebbero dovuto svolgersi a Nisida nell'agosto 1936. A questo punto l'interessamento da parte delle autorità militari cessò e si preferì continuare con la produzione del CZ.501, in attesa del nuovo concorso per idrovolanti da ricognizione.
La Macchi costruì anche un modello in scala che presentò al pubblico in occasione del 1º Salone Aeronautico Internazionale di Milano dell'ottobre 1935, ma non ottenendo riscontro nel mercato dell'aviazione militare decise quindi di interrompere il suo sviluppo.

### Utilizzatori
Italia
- Regia Aeronautica (previsto)